# 第2独立自動車化歩兵大隊 (ウクライナ陸軍)
第2独立自動車化歩兵大隊（だい2どくりつじどうしゃかほへいだいたい、ウクライナ語: 2-й окремий мотопіхотний батальйон）は、ウクライナ陸軍の大隊のひとつ。第30独立機械化旅団隷下。

## 概要

### ドンバス戦争

#### ウクライナ領土防衛大隊
2014年5月15日、ドンバス戦争の影響に伴い、義勇軍ウクライナ領土防衛大隊の第2ホリン領土防衛大隊として、リウネ州の行政支援を受け、リウネで創設された。
2014年7月から、ドンバス戦争に投入され、東部ドネツィク州、ルハーンシク州の前線に配置された。領土防衛隊の任務は、州内の重要施設や検問所の警備だったが、前線の状況が悪化したため、援軍として即実戦配備となり、8月上旬に初の戦死者を出した。練度と装備に問題があり（装甲車が配備されず、スクールバスや窓の割れた乗用車で出撃していた）、8月下旬に防衛していたエレノフカ村を放棄して無断撤退した。

#### ウクライナ陸軍
2014年11月、ウクライナ陸軍に編入し、ジトーミル州駐屯の第30独立機械化旅団隷下に配属され、第2独立自動車化歩兵大隊に改編した。

## 編制
- 大隊本部（リウネ）
- 第1中隊
- 第2中隊
- 第3中隊
- 迫撃砲中隊
- 対空砲小隊
- 偵察小隊
- 工兵小隊
- 後方支援隊